# Ichiro Hosotani
Ichiro Hosotani (født 21. januar 1946) er en japansk fodboldspiller.

## Japans fodboldlandshold
| Japans landshold | Japans landshold | Japans landshold |
| År               | Kmp              | Mål              |
| ---------------- | ---------------- | ---------------- |
| 1978             | 4                | 1                |
| Total            | 4                | 1                |